# 鞍馬天狗 (1974年のテレビドラマ)
『鞍馬天狗』（くらまてんぐ）は、主演・竹脇無我、制作・東宝で、1974年10月から1975年3月まで日本テレビ系列で放送された時代劇である。

## 出演者
主人公と関連人物
- 鞍馬天狗（倉田典膳）：竹脇無我

頭巾をかぶっていない場合には倉田典膳と名乗ることもある若い浪人。新しい時代の到来を求めて主に勤王の志士を助けるべく動く。天狗としては頭巾を被り白馬に乗って現れる。拳銃を使うこともあるが、基本的に戦闘の際には刀を使う。流派は一刀流で免許皆伝の腕前（第15話より）。特に自分の正体を包み隠すことはなく、相手によっては頭巾姿でない時に自ら天狗であることを名乗る場合もある。同志が京都の浪士たちのみならず、各所にいる。前半の多くの回と最終回では話のエンディングに白馬に乗って疾走しながら去っていく天狗の姿を採用した。
- 杉作：水野哲

第2話から登場する角兵衛獅子の少年。ふとしたことから天狗と知り合って助けられ、その後、単身長次のところから逃げ出して吉兵衛のあとをつけ、天狗の住処である吉兵衛の店に行き天狗と再会。一度は身を案じた天狗から追い出されかけるが、山嶽党にさらわれたのを天狗に救われて以後、天狗と行動を共にする。基本的には危険なことはしないが、時々天狗のために命懸けで行動することもある。角兵衛獅子時代は妹と組んで芸を見せていたが、結局妹とは離れ離れになってしまう。
- 黒姫の吉兵衛：佐野浅夫

元盗人。天狗の協力者として探索から日々の暮らしの面倒まで見る。普段は小間物屋「いろは」の店主であり、天狗を店に住まわせてもいる。探りを入れるために、元盗人の特技を活かして様々な場所（所司代屋敷など）に潜入することもある。
- 是枝七郎右衛門：品川隆二

天狗の協力者として第10話から登場した信州上田の浪人。一度京を離れたものの、第12話から再登場し、そのままレギュラーに。思想は後付けで天狗に心酔しており、天狗と同じような格好をして「烏天狗」を名乗って立ち回る場合が多い。当初は足手まといになることもあったが、次第に天狗の頼れる味方となっていった。
長次と関連人物
- 隼の長次：小池朝雄

京都所司代配下の目明かし。天狗を目の敵にし、捕らえて手柄にしようとするが、天狗にはまるで歯が立たないばかりか、仲良くされる始末で、結局天狗を捕らえられない。副業で角兵衛獅子の親方をやっていたが、天狗によって子供たちを全員逃がされた。お徳に惚れている。典膳姿の天狗を「旦那」と情けない声で呼び顔を合わせると狼狽するシーンがお約束となった。
- おせい（若秀）：瞳順子

長次の妹。角兵衛獅子の子供たちの面倒を見ている。ふとしたことで出会った天狗を好きになり、家に女を連れ込む兄に反発し、家を出て幾松のところに身を寄せ、若秀を名乗る芸妓となる。
- お徳：春川ますみ

江戸から出てきたという長次と親密な女。おせいが家を出て行った原因を作るが、その自覚はない。長次の尻を叩いて天狗を捕まえさせようとする。
新撰組関係者
- 近藤勇：若林豪

新選組局長。天狗討伐を一つの目標に掲げるほどの敵ながら天狗に一目置く。常に冷静沈着だが、芹沢鴨の一件などで天狗に先を越されたりすると切歯扼腕することも。常々、天狗とは正々堂々の戦いをしたいと望み、何かあると土方や沖田ですら止めてしまう。
- 土方歳三：成田三樹夫

新選組副長。自分にも他人にも厳しい人物で、少々血の気が多い。近藤とは盟友で忠誠を誓うが、たまに意見が対立することもある。しかし、最終的には近藤を立てる。新選組を「日本一の武闘集団に」との野望を持ち、そのリーダーには近藤が就くべきだと考える故に、近藤に昔のように「歳さん」と呼ばれることを嫌う。
- 沖田総司：古谷一行

新選組一番隊組長。労咳持ちだが、基本的に裏表のない明朗闊達な性格で、労咳に苦しむような描写は、彼がメインとなった第20話や最終話を除きあまり見られない。近藤同様に天狗に一目置いているような言動を見せることがある。
- 村尾真弓：酒井修

第2話で新選組入隊のためいとこを頼って江戸から出てきた青年。その際、倉田典膳姿の天狗と知り合う。新選組入隊後も天狗の正体をしばらくは知らず、ある一件をきっかけにその正体を知ったことで新撰組から追放され、宗像左近に拾われる。以降、天狗の命を狙う立場となる。若さ故の失敗が多い。
- 暗闇のお兼：加茂さくら

新選組の協力者。武器として拳銃を使うが、たまにそれを天狗に取り上げられることもある。前半のみ登場。
宗像家
- 宗像近江守：木村功

宗像兄弟の兄で元幕閣（元大坂城代）の直参旗本にして、天狗の理解者。穏やかな人物で、天狗の理想に共鳴しており、天狗に拳銃を提供したこともある。たびたび左近の暴挙を諫める。左近の屋敷に身を寄せている。第25話で弟・左近の身代わりとなり死亡。
- 宗像左近：木村功（二役）

宗像兄弟の弟で天狗の敵対者。直参旗本。天狗打倒に執念を燃やし、新選組に協力するが、新選組が役に立たないと判断すると自ら配下を集めて天狗討伐に乗り出した。また、幕府の権力維持にも腐心し、それらのためには手段を選ばない非情さもあり、兄・近江守の説得にも耳を貸さないことが多いばかりか、「裏切り者」呼ばわりしたことさえある。しかし、第25話で兄が自分の身代わりとなって亡くなると、微妙に心境が変化していく。
宗像兄弟は、二人とも登場する場合と、どちらか一方（主に左近）のみが登場する場合とがある。
- 園江：上村香子

左近の娘。宗像家の屋敷を訪れた天狗を見初め、以来天狗に思いを寄せ続けたが、新たな女性（若秀＝おせい）の出現、更に父・左近らが襲撃された影響から敵対者として討とうとしたこともある。しかし、果たせなかった。それを受けて左近の目前で琴を二度と弾かないと宣言した。その後も天狗への淡い思いを捨てきれず、愛憎入り混じった思いを抱え続ける。拳銃を使うことがまれにある（前述の天狗を討とうとした時など）。
- 辰次：津村秀祐（現・津村鷹志）

第15話から登場。宗像家の屋敷で園江の乳母として働いていた女性・おさとの息子。おさとの死後、丹波から出てきて小者として宗像家に居着いた。その際、天狗の密書を拾って宗像家に持ち込んだ。
山嶽党と関連人物（第5話～第7話）
- 今村松慶：高橋昌也

金銭で暗殺を請け負う豊臣の残党の殺人集団「山嶽党」の党首。落ち着いた物腰で話す。天狗を引き入れるのに失敗するやつけ狙うようになり、おびき出しの手段として天狗の名で悪逆非道な行為を繰り返す。徳川への恨みから、自分たちで新しい世の中を作る野望を持つ。仏像を彫っていることがある。
- 的場甚兵衛：江幡高志

山嶽党の党員。今村の一の部下で30年来のつきあいだったという。
- 駒木根監物：平田昭彦

京都所司代。表向きは新選組の顔を立てているが、新選組を必ずしも信用しておらず、山嶽党に天狗討伐を依頼する（第6話）など暗躍する。結局、天狗に悪行を暴かれ、晒し者にされた（第7話）。その後、所司代には別の人物が就いた。
その他の人物
- 桂小五郎：中村賀津雄

長州の大物。新選組などに命を狙われる。基本的に大らかな性格で大局観を持つが、時に冷徹な判断を下すこともある。宮仕えの自身と自由な天狗との立場の違いを認識するが、時折板挟みになることもある。
- 幾松：本阿弥周子

桂と親密な芸妓。家出してきたおせいの面倒を見る。
- おとせ：水野久美

飲み屋の女将。天狗に夫だった新選組の隊士（村尾真弓のいとこ）を斬り殺されたことで、天狗に恨みを抱く。その後、村尾のいとこの四十九日が済まないうちから村尾と恋仲になったほか、店では板前（実は元長州藩の暗殺者・大隅辰馬）を雇って、その板前の初めての女性になった上で恋仲になり、天狗を新選組に討たせて自分たちは一緒に逃げようとするが、土方に見つかり果たせなかったため、板前と別れて店に戻り独り身になった。その後、近藤ともいい仲になっており、見咎めた村尾を逆に言い負かしている。村尾のいとこを含めて3回の結婚歴がある。
- 灰地順

ほか

## ナレーター
- 芥川隆行

- オープニングナレーションは以下の通り。

「何処から来て、いずこへ去るのか、敵も味方も知らない。白馬に跨る天狗の姿を、人の噂に昨日も今日も、乱世に輝く正義の星を、鞍馬の空に見たという」

## スタッフ
- 原作：大佛次郎（『鞍馬天狗』）
- 構成：成澤昌成
- 脚本：放映リスト参照
- 監督：放映リスト参照
- 音楽：土田啓四郎
- 殺陣：宇仁貫三
- 題字：柳田泰山
- 企画：安田暉（日本テレビ）、磯田啓二
- プロデューサー：菅英久（東宝）、加賀義二（日本テレビ）
- 制作：NTV、東宝

## 放映リスト
| 話数 | 放送日         | サブタイトル     | 脚本              | 監督     | ゲスト出演者 |
| ---- | -------------- | ---------------- | ----------------- | -------- | --- |
| 1    | 1974年 10月1日 | 御存知鞍馬天狗   | 田上雄 成澤昌成   | 高瀬昌弘 | 安部徹（織留屋清兵衛）、和崎俊哉（大久保利通）、堺左千夫（偽天狗）、寺田農（庄田玄一郎）、二階堂千寿（おぶん）、高森玄                                           |
| 2    | 10月8日        | 角兵衛獅子       | 成澤昌成          | 中川信夫 | 見明凡太郎（良念）、津野哲郎（舟曳休之助） |
| 3    | 10月15日       | 新選組始末       | 成澤昌成          | 中川信夫 | 南原宏治（芹沢鴨）、佐々木孝丸（六左衛門）、柏木由紀子（お種）                                                                                                   |
| 4    | 10月22日       | 剣               | 成澤昌成          | 森谷司郎 | 今出川西紀（お鈴）、頭師佳孝（太吉）、浜田晃（下川文吾）、富川澈夫（木崎）、鈴木瑞穂（治作）、津野哲郎                                                           |
| 5    | 10月29日       | 山嶽党奇談       | 成澤昌成          | 杉江敏男 | 高橋昌也（今村松慶）、江幡高志（的場甚兵衛）、平田昭彦（駒木根監物）                                                                                             |
| 6    | 11月5日        | 白菊時雨         | 成澤昌成          | 杉江敏男 | 水野久美（おとせ）、高橋昌也、江幡高志、平田昭彦、津野哲郎 |
| 7    | 11月12日       | 天狗危うし       | 成澤昌成          | 中川信夫 | 高橋昌也、江幡高志 |
| 8    | 11月19日       | 裏切る           | 国弘威雄          | 児玉進   | 滝田裕介（荒井田猛）、八木昌子（お霜）、中谷一郎（南日郷左衛門）、畠山麦（松公）、武内亨（山崎烝）、原田清人（安河内）                                           |
| 9    | 11月26日       | 雁のたより       | 安部徹郎          | 児玉進   | 辰巳柳太郎（志村伊織）、前田吟（若杉弥十郎）、川合伸旺（上野山伝内）、北原義郎（松平主計介）、畠山麦、真山知子（小吉）                                           |
| 10   | 12月3日        | 鬼女の面         | 成澤昌成          | 中川信夫 | 土田早苗（小野白妙）、早川保（小野宗行）、穂積隆信（大津屋藤兵衛）                                                                                               |
| 11   | 12月10日       | 人斬り           | 成澤昌成          | 森谷司郎 | 嵐寛寿郎（玄海竜）、高岡健二（大隅辰馬）、苅谷俊介（鉄）、綿引洪（遠藤隼人）、水野久美                                                                           |
| 12   | 12月17日       | 乱れ琴           | 成澤昌成          | 井上芳夫 | |
| 13   | 12月24日       | 地獄の門         | 成澤昌成          | 井上芳夫 | 蜷川幸雄（忍頂寺伴蔵）、原田大二郎（白石真二）、竹下景子（お篠）、石山律雄（神田大膳）、美川陽一郎（開花園彦兵衛）                                               |
| 14   | 12月31日       | 夜明け前         | 吉岡昭三          | 黒田義之 | 神山繁（西森直道）、仲谷昇（榎本三郎助）、柳川慶子（お政）、北島マヤ（お民）、遠藤征慈（木島）、西田健（瀬田）、北村総一朗（田村）、大門正明（牧源三）           |
| 15   | 1975年 1月7日  | 東寺の決斗       |                   |          | 黒部進（岩里半太夫）、浜田寅彦（亀山刑部）、杜沢泰文（原木十蔵）                                                                                                 |
| 16   | 1月14日        | 影の如く         | 宮川一郎          | 黒田義之 | 山形勲（山根紋十郎）、山本麟一（開善）、長谷川明男（堂前右近）、川崎あかね（お仲）                                                                               |
| 17   | 1月21日        | 女郎蜘蛛         |                   |          | 内田勝正（清涼寺中納言）、藤岡重慶（宗慶）、佐原健二（鹿倉藤十郎）、加賀ちか子（頼子）、久保明（高倉保光）、幸田宗丸（法庵）、服部妙子（幸子）、長谷川弘（武士） |
| 18   | 1月28日        | 母の笹舟         | 成澤昌成          | 山崎大助 | 森秋子（静子）、磯村みどり（お千加） |
| 19   | 2月4日         | 世直しまさかり組 | 鴨井達比古        | 高瀬昌弘 | 花沢徳衛（佛の藤兵衛）、京春上（小菊）、江見俊太郎（万里小路公房）、香川良介（加賀屋）、梅津栄（才蔵）                                                           |
| 20   | 2月11日        | 残酷無頼         | 吉岡昭三          | 黒田義之 | 天津敏（柘榴一角）、有島一郎（順庵）、江夏夕子（お絹） |
| 21   | 2月18日        | 西海道中記       | 宮川一郎          | 山崎大助 | 朝丘雪路（お芳）、冨田浩太郎（岡倉）、宮口二郎（小岩井典道）、大下哲矢（小野村隼人）                                                                             |
| 22   | 2月25日        | 花匂う           |                   |          | 住吉正博（佐々木彦三郎）、金井大（能登屋清兵衛）、隅田和世（おけい）、高峰圭二（文治）、青森伸（佐々木平馬）、三上左京（佐々木市之進）                           |
| 23   | 3月4日         | 御用金           |                   |          | 菅原謙次（大河内勘解由）、鮎川いづみ（お京）、今井健二（小野田石見守）、柳生博（磯崎小十郎）、灰地順（手代木六太夫）、石川博（松平善三郎）                       |
| 24   | 3月11日        | 鞍馬の決斗       | 吉岡昭三          | 高瀬昌弘 | 新克利（尾形保朗）、安井昌二（梶谷主母）、松木路子（梶谷千加）、稲葉義男（尾形兼光）、上野山功一（羽島）                                                         |
| 25   | 3月18日        | 天狗廻状         | 成澤昌成 柴田久恵 | 児玉進   | 水野久美 |
| 26   | 3月25日        | 池田屋襲撃       | 成澤昌成          | 児玉進   | 福田豊土（宮部） |

## エピソード
- 第11話のラストシーンにて、映画版の『鞍馬天狗』で主役を演じた嵐寛寿郎を重要な役所（かつて天狗の父親の部下だった玄海竜という名の人物）で出演させており、長い台詞で見せ場を作った。